# Faella
Faella è una località di 1 764 abitanti del comune di Castelfranco Piandiscò, nella provincia di Arezzo, in Toscana.

## Storia

### Medioevo
Nel XII secolo, su una collina situata nei pressi dell'attuale nucleo abitativo di Faella, erano collocati una chiesa, intitolata a San Michele, e un castello. Di tali edifici oggi più niente rimane, tranne deboli tracce. Anche la località non è più esistente: denominata “Failla” o “Favilla”, era situata nella parte alta della vallata del torrente Faella, sulle ripide e scoscese balze di “Barberaia” e del “Varco”. Infatti, Emanuele Repetti riferisce che”il luogo dove fu l'antico castello di Faella è situato sopra una piaggia di argilla cerulea sulle falde occidentali dell'Appennino di Pratomagno, fra il torrente Faella che gli resta a levante e quello del Resco Simontano che rode la sua base a ponente (…) L'odierno borgo di Faella (…) è posto mezzo miglio a levante dal poggio, in cui esisteva il castello nominato, sulla ripa destra del torrente Faella”.
Le prime notizie documentate di questo castello risalgono al 1168. Trattasi di un atto di clemenza, sottoscritto da “Renuccino del fu Ranieri” con promessa ai monaci del Monastero di San Salvatore a Soffena di non molestare i loro territori.
È sconosciuta la famiglia di appartenenza del feudatario. Alcuni ricercatori individuano legami con gli Ubertini, altri con i Pazzi del Valdarno, senza tuttavia fornire elementi utili per la corretta attinenza. Tuttavia, il diploma di Federico I assegnava ai Conti Guidi questi territori, che i figli di Uguccione di Pazzo detenevano in feudo.
La collocazione del castello, in altura e a pochi chilometri dal fiume Arno, tra i torrenti Resco e Faella, dimostra la ricerca, da parte dei costruttori, di una posizione protetta in modo naturale ai fini difensivi. In questo caso le paludi circostanti e le balze, offrivano difese connaturate e vicine ai campi fertili, necessari alla sussistenza. Durante l'anno mille, comunque, la pianura del Valdarno iniziava a perdere quella sua palustre caratteristica, dovuta alle numerose inondazioni causate dall'Arno e dai suoi affluenti, favorendo i primi insediamenti e l'edificazione di nuovi centri abitati.
In quegli anni anche gli abitanti del castello di “Failla” scesero nella valle sottostante e fondarono il loro villaggio. La chiesa di Santa Maria a Faella, eretta su bassa collina alla destra del fiume Arno, a circa 5 km da Figline Valdarno, nella piana alluvionale del torrente omonimo, è documentata fin dal XIII secolo. Certamente fu costruita in coincidenza con l'epoca in cui la pianura, ormai bonificata, iniziava ad essere messa a coltura. Questa fondazione ecclesiastica era compresa tra le suffraganee della Pieve di Sco. Per trovare notizie documentate dell'edificio occorre risalire al 1260 tramite il Libro di Montaperti ma la sua edificazione è senz'altro antecedente, poiché il fenomeno di edificazione delle chiese rurali si esaurì nella metà del XIII secolo.
L'insediamento attorno alla chiesa di Faella era un popolo, un "villaggio aperto", cioè, secondo la dizione usata nel territorio fiorentino, il raggruppamento di case attorno a una chiesa non battesimale e privo di mura difensive. Era diretto da un rettore che lo regolava alle dipendenze della Pieve di Sco.
L'epistola di Lapo da Castiglionchio riporta che nel 1204 le “tenute” di Failla e Faella competevano alla famiglia dei da Quona. Non sappiamo con quale diritto di proprietà o di concessione i da Quona gestissero questi territori, appartenuti ai Conti Guidi e che Aldobrandino di Tribaldo da Quona invece, tramite permuta, cede ad Alberto di Ranieri dei Ricasoli.
Faella, durante il medioevo era collocata nel Contado fiorentino, quindi soggetta a Firenze, al suo Comune e alla sua Signoria. Quando, a partire dal 1250, la città fu divisa in sestieri, i territori faellesi furono assegnati al Sesto di San Piero. Nel XIV secolo, quando ai sestieri subentrarono i quartieri, furono compresi nel Quartiere di San Giovanni.
Dopo l'edificazione dell'insediamento fortificato di Castelfranco di Sopra del 1299, Faella è chiamata a far parte della “Lega di Castelfranco”, insieme ai tredici popoli che componevano la comunità stessa.

### Età moderna
Nel Settecento il borgo si presentava come un vero feudo della famiglia Rinuccini di Firenze che avviava la coltivazione dei propri terreni con una moderna gestione.
Con la riforma del Granduca Pietro Leopoldo, nel 1773, Faella viene annessa alla Comunità di Castelfranco di Sopra. Nel 1811, durante l'invasione francese, fu invece trasferita nella Comunità di Pian di Scò.
A seguito del riordinamento amministrativo del Granducato di Toscana, i territori comunali di Pian di Scò passarono, nel 1825, alla provincia di Arezzo e, ovviamente anche Faella, dopo secoli di sottomissione a Firenze, iniziò a far parte del territorio provinciale aretino.
Durante la seconda guerra mondiale, all'alba del 27 luglio 1944, Faella fu completamente distrutta. Per rallentare la marcia degli eserciti alleati, i tedeschi fecero saltare in aria palazzi, strade e ponti. Gran parte del patrimonio artistico del paese andò distrutto, come il palazzo degli Altoviti e quello degli Antonielli.

## Monumenti e luoghi d'interesse

Santa Maria a Faella, foto della seconda metà del Novecento.

Casa Corbinaia, foto della prima metà del Novecento.

### Architetture religiose
- Chiesa di Santa Maria a Faella: nonostante sia documentato fin dal XIII secolo, l'edificio ha tratti semplicissimi e il suo impianto iconografico, a causa di molteplici trasformazioni (1712, 1753, 1782, 1792, 1875 e le distruzioni dell'ultima guerra) è attualmente caratterizzato da un modesto stile barocco che non permette una precisa datazione. Nel 1312, la Diocesi di Fiesole soppresse la vicina chiesa di San Michele a Favilla ed il popolo fu riunito a quello di Faella. La fusione dei due popoli incrementò notevolmente Faella che allargò la propria giurisdizione, toccando i confini di Viesca e Ostina. Occorre attendere il 1637 per ottenere l'elevazione della chiesa faellese a Prioria e il 1712 per dotarla del fonte battesimale. Nel 1899 viene conferita alla chiesa il titolo di Propositura.
- Oratorio di San Fortunato al Valluccio, in via dello Stagi. Edificato nel XVIII secolo.

### Architetture civili
- Casa Corbinaia in via delle Chiuse: interessante costruzione di casa colonica toscana del XVIII secolo.
- Casa podere il “Casalino”, edificio del XVIII secolo.
- Casa Valluccio, in via dello Stagi.
- Villa Ghiselli in località Raffantini, costruita nella prima metà del XVIII secolo.

## Geologia

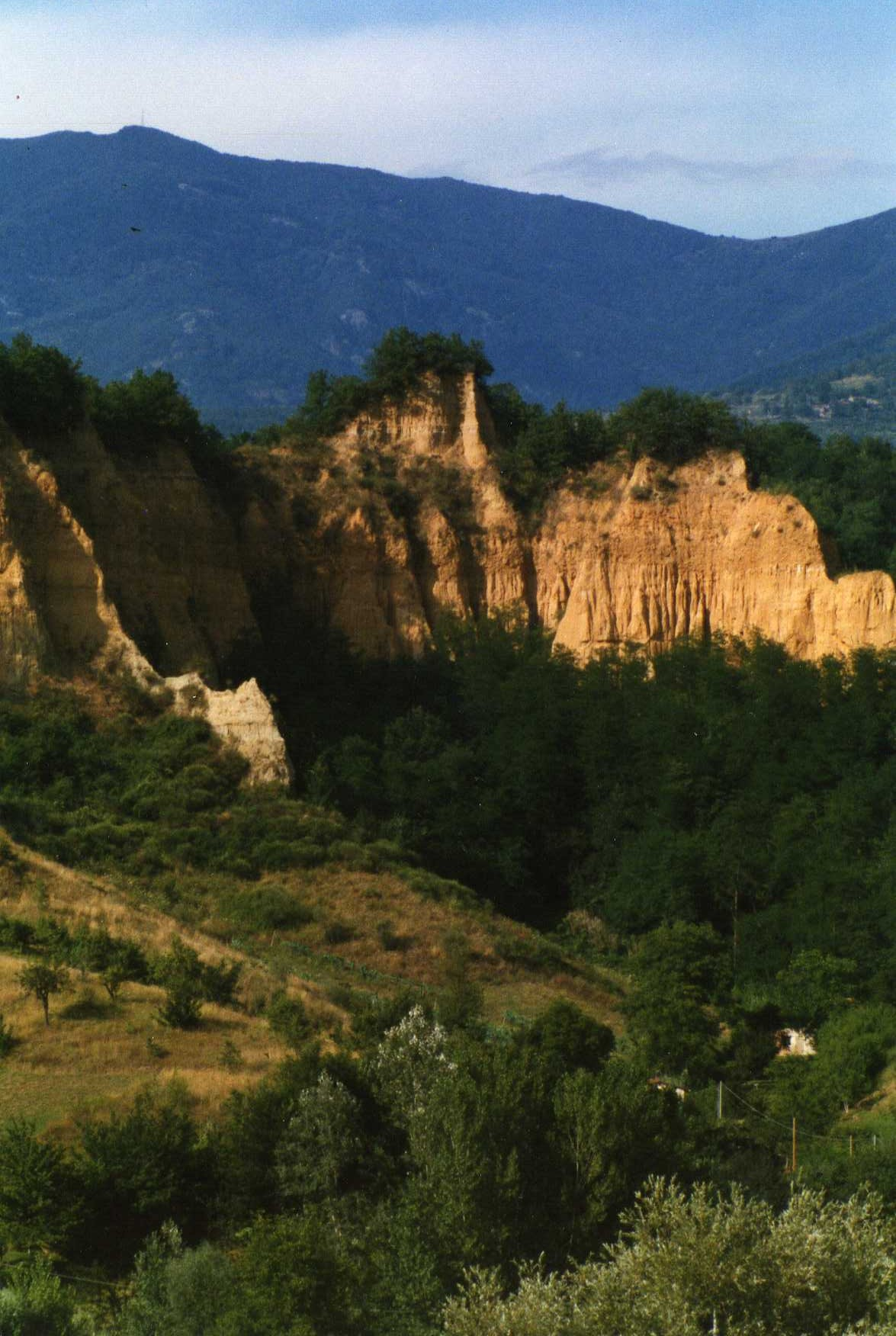
Le balze di Faella.

Il luogo è ricordato da Emanuele Repetti per il ritrovamento di ossa fossili appartenenti a quadrupedi di età preistoriche.
I resti di Elephas meridionalis e Ursus etruscus, qui rinvenuti, sono conservati al Museo Paleontologico di Montevarchi.
Anche Giambattista Brocchi ci narra che di rinoceronte era forse quel dente trovato a Faella nel Valdarno, e descritto dal Targioni, che dice essere simile ad un molare di cavallo.

## Toponimi
La località prende il nome dal torrente che scorre vicino.
Nella ricerca del toponimo, Silvio Pieri elenca il vocabolo nei nomi locali da nomi di piante sotto il termine di fagus, faggio.
Varie etimologie, comunque, potrebbero indurci a non scartare la possibilità di una diversa interpretazione, riferita a processi di acquisizione e di bonifica di nuove terre agricole; come pure non è da escludere un'origine germanica.
Nel territorio si rileva una toponomastica di origine germanica: Brolio, Foracava, Montecarelli.
Di origine latina, con derivazione dalle condizioni del suolo i toponimi Costa e Scala; dal nome di piante derivano Barberaia, Carpine, Ontaneto, Pratiglione. Castellare, invece, è il termine usato per l'indicazione di un castello abbandonato o distrutto.

## Feste e ricorrenze
La festa propria della località è quella dell'8 settembre, Natività della Beata Vergine Maria e intitolazione della chiesa di Faella.

## Manifestazioni e fiere
Ogni anno, nella terza domenica di ottobre, si svolge la Festa del Perdono con "Fiera dell'antiquariato, artigianato, arti e mestieri del passato" e il “Palio delle Contrade”, seguito dalla tradizionale corsa di cavalli lungo la via principale del paese. L'evento prende spunto dalla “Festa del Santo” con la quale nel 1858 si celebrò la traslazione delle reliquie di San Vitalissimo nella chiesa faellese.

## Sport
Nell'agosto del 2010, dopo molti anni di assenza, torna a Faella il calcio dilettantistico. Nasce così l'A.S.D. Faella, squadra iscritta al campionato di terza categoria, campionato vinto al secondo tentativo, nella stagione 2011/2012 con conseguente promozione nella seconda categoria Toscana.
Nella stagione 2014/2015 è stata effettuata la fusione tra l'A.S.D. Faella e la U.S. Faellese, piccolo settore giovanile locale, dando origine ad una nuova e fiorente società dilettantistica con settore giovanile annesso.

## Galleria d'immagini

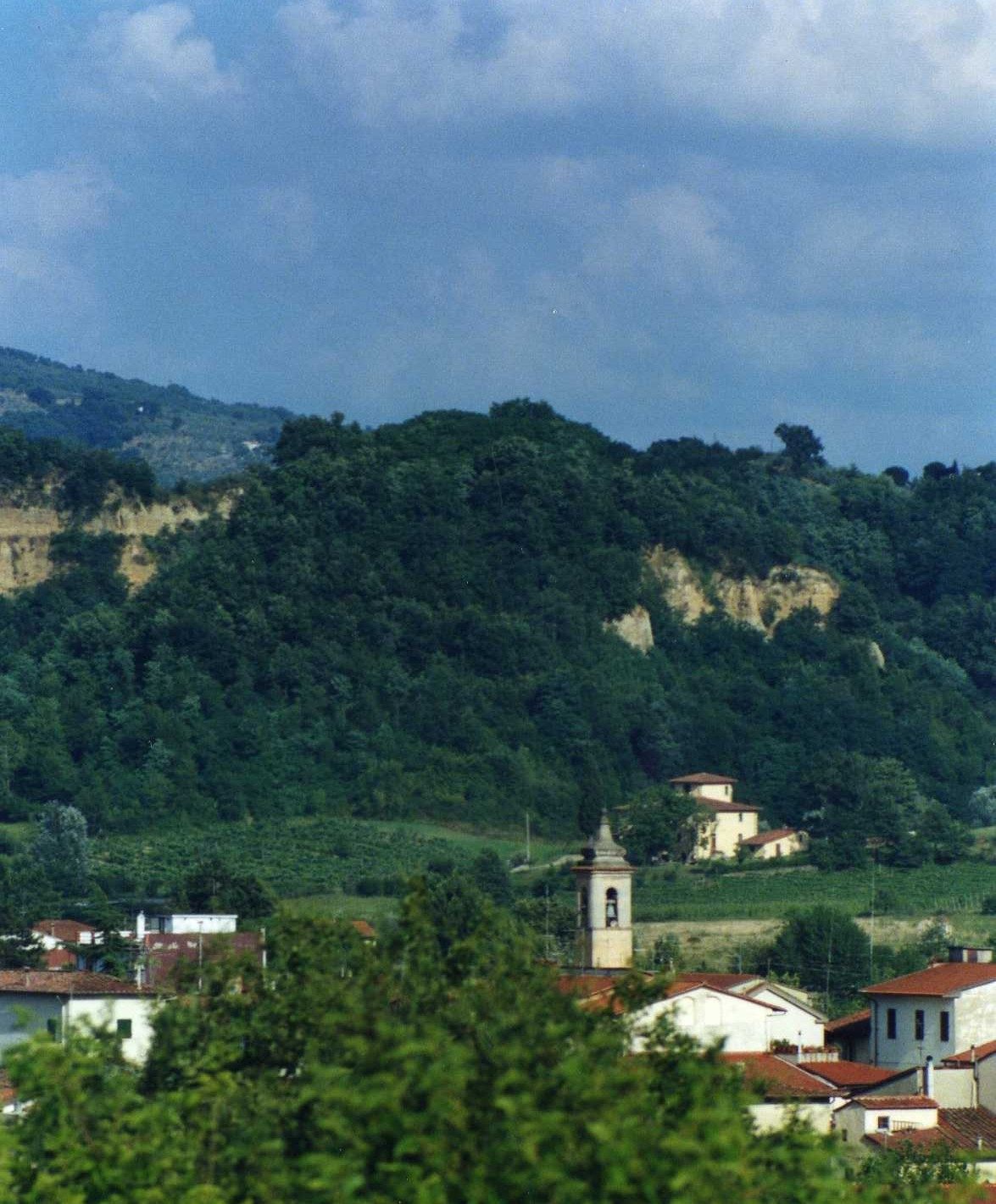
Panorama
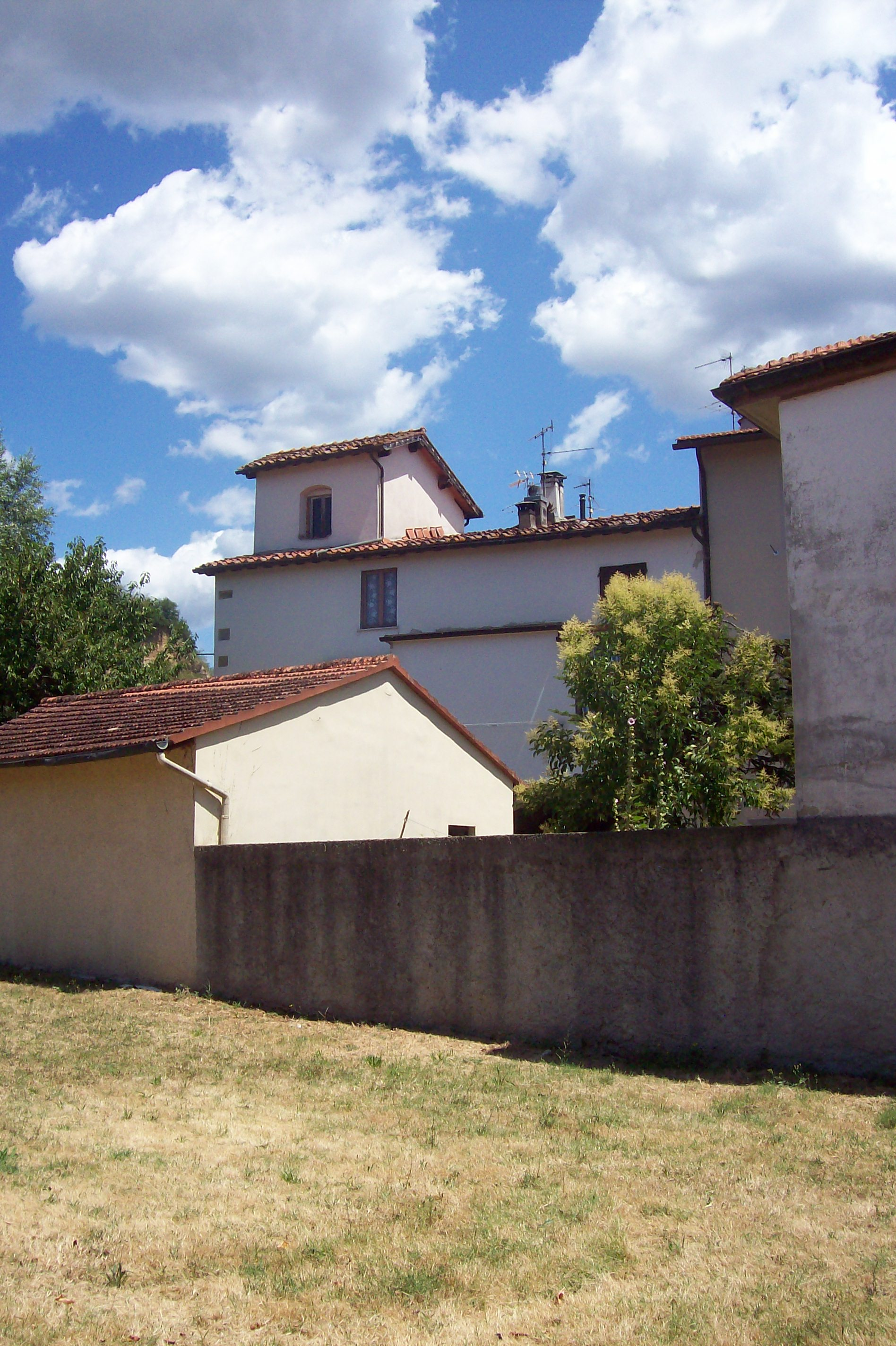
Veduta da piazza Kennedy
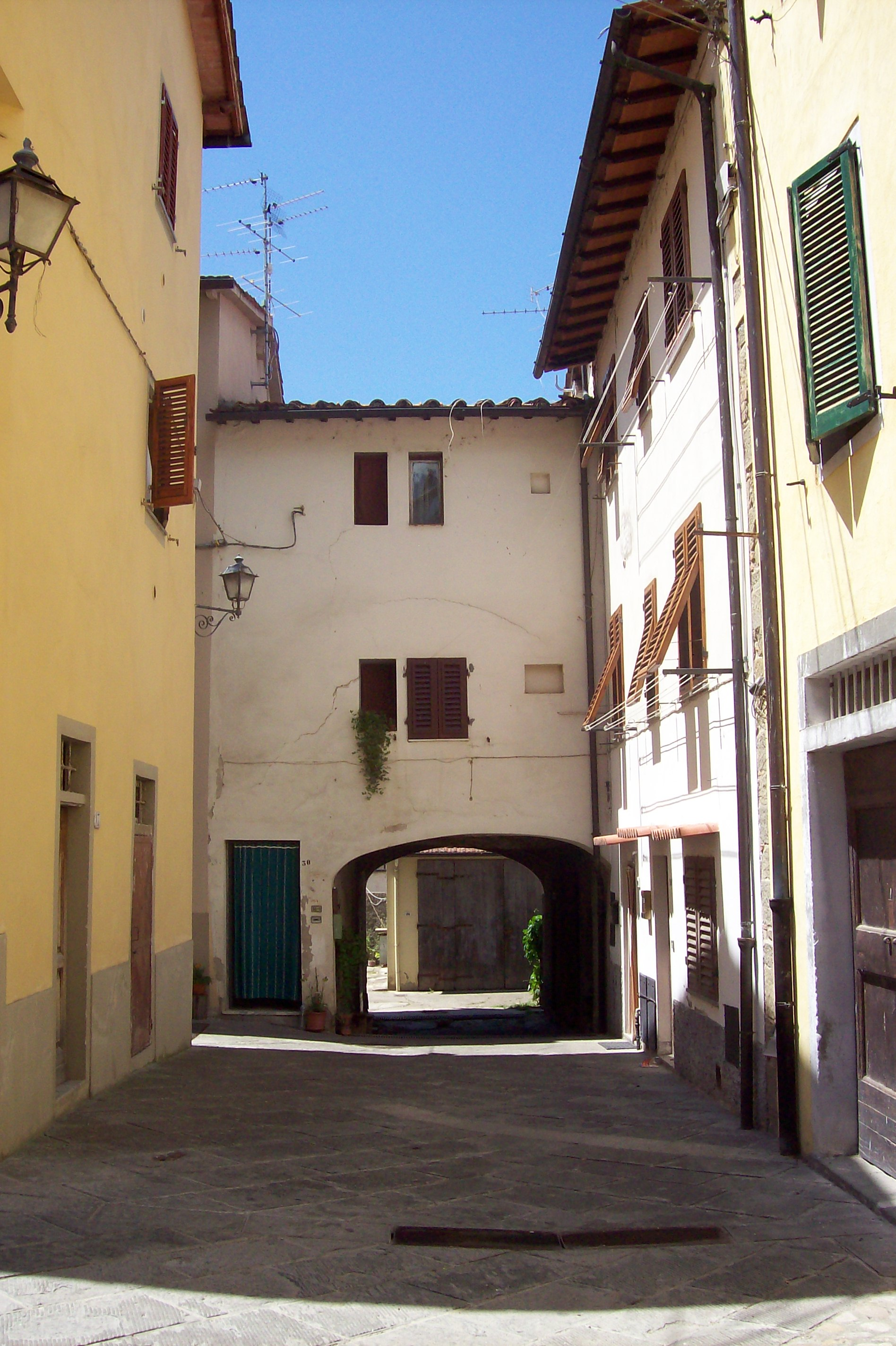
Centro storico
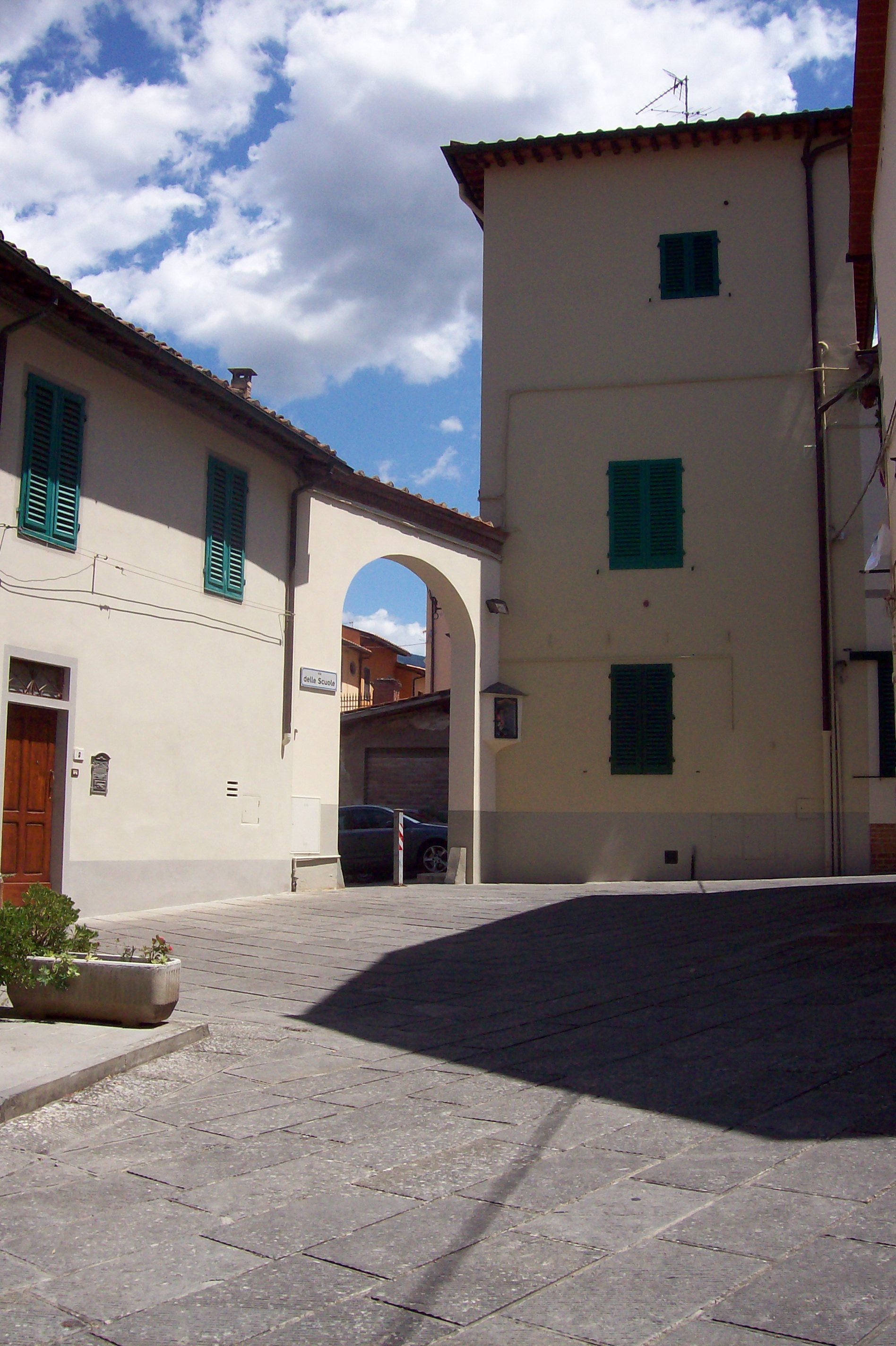
Arco